# Václav Vladivoj Tomek
Václav Vladivoj Tomek, född 31 maj 1818 i Hradec Králové, död 12 juli 1905, var en tjeckisk historiker.
Tomek studerade filosofi och juridik vid Karlsuniversitetet i Prag, inträdde först i statstjänst, blev 1845 sekreterare i Matice česká, utnämndes 1850 till e.o. och 1860 till ordinarie professor i österrikisk historia vid Prags universitet och blev 1882 den förste rektorn vid det tjeckiska universitetet i Prag. Han deltog även i det politiska livet; han var medlem av österrikiska riksdagen 1848–49, av böhmiska lantdagen 1861–66 och senare till 1895 samt av "Herrenhaus" sedan 1885.
Tomek betraktades som Böhmens främste historieskrivare vid sidan av František Palacký. Bland hans många skrifter (åtskilliga utgivna även på tyska) kan nämnas Děje země české (Böhmens historia), som utgick i sex upplagor 1843–98, Děje mocnářství Rakouského (österrikiska monarkins historia; tredje upplagan 1845–53), Kurzgefasste böhmische Sprachlehre (fjärde upplagan 1848–61), Děje university Pražské (1849), en biografi om Žižka (1879) samt en mängd historiska avhandlingar om Böhmens historia i äldre tider. Hans förnämsta verk är det monumentala Dějepis města Prahy (Staden Prags historia, i tolv delar 1855–1901, de två sista efter hans död). Hans memoarer, Paměti mého života (två delar, 1904–05), innehåller mycket av historiskt och politiskt intresse.

## Fotnoter
1. 1 2 3  Tjeckiska nationalbibliotekets databas, NKC-ID: jk01132708, läst: 23 november 2019.[källa från Wikidata]
2. ↑  Tomek, Wenzel Wladiwoj, vol. 46, Biographisches Lexikon des Kaiserthums Oesterreich, s. 82.[källa från Wikidata]
3. 1 2 3  Studenti pražských univerzit 1882–1945, Studenti pražských univerzit-ID: 1705682141174490.[källa från Wikidata]
4. 1 2 3 4  abART, abART person-ID: 45634, läst: 1 april 2021.[källa från Wikidata]
5. 1 2 3 4  Wer ist Wer, Österrikes parlament 1848–1918: Tomek, läst: 24 januari 2020.[källa från Wikidata]
6. ↑  Archiv hl. m. Prahy, Matrika zemřelých u Nejsvětější Trojice ve Spálené ul., sign. TRS Z5, s. 221, Sbírka matrik (på tjeckiska), vol. TRS Z5, dödbok, s. 221, läs online.[källa från Wikidata]
7. 1 2 3 4 5  Hradec Královés kommunala biblioteks databas, läs onlineläs online, läst: 19 augusti 2024.[källa från Wikidata]
8. ↑  Tjeckiska nationalbibliotekets databas, NKC-ID: jk01132708, läst: 15 december 2022.[källa från Wikidata]
9. 1 2  ISBN 978-80-904241-7-3.[källa från Wikidata]
10. ↑  ISBN 978-80-87057-50-6.[källa från Wikidata]